# Chelophyes appendiculata
Chelophyes appendiculata is een hydroïdpoliep uit de familie Diphyidae. De poliep komt uit het geslacht Chelophyes. Chelophyes appendiculata werd in 1829 voor het eerst wetenschappelijk beschreven door Eschscholtz. 